# Pavel Muslimov
Pavel Il'ič Muslimov (in russo Павел Ильич Муслимов?; Ufa, 15 giugno 1967) è un ex biatleta russo.

## Biografia
In Coppa del Mondo ottenne il primo risultato di rilievo il 9 dicembre 1993 a Bad Gastein (56°), il primo podio il 7 dicembre 1995 a Östersund (3°) e l'unica vittoria il 13 marzo 1997 a Novosibirsk.
In carriera prese parte a un'edizione dei Giochi olimpici invernali, Nagano 1998 (17° nell'individuale, 3° nella staffetta), e a quattro dei Campionati mondiali, vincendo due medaglie.

## Palmarès

### Mondiali
- 2 medaglie:
  - 2 argenti (sprint[2] ad Anterselva 1995; gara a squadre[2] a Ruhpolding 1996)

### Coppa del Mondo
- Miglior piazzamento in classifica generale: 13º nel 1995
- 7 podi (5 individuali, 2 a squadre[1]), oltre a quelli ottenuti in sede iridata e validi anche ai fini della Coppa del Mondo:
  - 1 vittoria (individuale)
  - 1 secondo posto (individuale)
  - 5 terzi posti (3 individuali, 2 a squadre)

#### Coppa del Mondo - vittorie
| Data          | Località    | Nazione | Spec. |
| ------------- | ----------- | ------- | ----- |
| 13 marzo 1997 | Novosibirsk | Russia  | IN    |

Legenda:

IN = individuale